# Peau (nouvelle)

Peau (titre original : Skin) est une nouvelle macabre de Roald Dahl parue en 1952. Elle est apparue entre autres dans le recueil Bizarre ! Bizarre !. 

## Résumé
Le vieux tatoueur Drioli a perdu son entreprise et sa femme Josie dans la Seconde Guerre mondiale. Pendant une soirée d'hiver en 1946, en traversant les ruelles de Paris, il voit dans une galerie d'art une peinture de Chaïm Soutine, son ami d'autrefois, désormais décédé, et devenu un peintre célèbre. Drioli se souvient d'une soirée arrosée où en 1913, soit trente ans plus tôt, il avait demandé à Soutine, dans son atelier de la Cité Falguière, de dessiner et ensuite de tatouer le visage de Josie sur son dos. Drioli porte toujours ce tatouage sur son dos. 
Drioli entre dans la galerie d'art et montre son tatouage au public étonné. Plusieurs personnes font une enchère mais réalisent que le dessin n'a aucune valeur tant que Drioli est vivant et s'informent de sa santé. Un des enchérisseurs suggère à Drioli de se faire opérer, mais Drioli — qui a pris peur — refuse. Finalement, il décide de suivre un homme qui prétend être le propriétaire du Bristol Hotel à Cannes. Cet homme promet à Drioli une vie très luxueuse à l'hôtel, en contrepartie seulement de montrer son dos aux hôtes.  
Quelques semaines plus tard, une peinture bizarre de Soutine — fortement vernie et représentant la tête d'une femme — est vendue aux enchères dans la cité de Buenos Aires, tandis qu'il n'y a plus aucune trace de Drioli. De plus, aucun Bristol Hotel n'existe à Cannes.

## Analogie
Le film comique Le Tatoué, réalisé par Denys de La Patellière et sorti en 1968, a un sujet similaire : un ancien légionnaire joué par Jean Gabin porte tatoué sur le dos un authentique Modigliani, réalisé en 1919. Voir 1973 Procès